# Mississauga Steelheads
Mississauga Steelheads – juniorski klub hokeja na lodzie z siedzibą w Mississauga w prowincji Ontario w Kanadzie.
Klub jest kontynuatorem prawnym zespołów Toronto St. Michael’s Majors (1906-1962, 1996-2007), Mississauga St. Michael’s Majors (2007-2012).
Przystąpił do rozgrywek Ontario Hockey League od sezonu 2012/2013.

## Sukcesy
- Emms Trophy: 2017
- Bobby Orr Trophy: 2017